# Ашланка (верхний приток Уржумки)
Ашланка, Ошланка — река в России, протекает по Мари-Турекскому району Республики Марий Эл. Устье реки находится в 65 км по левому берегу реки Уржумка. Длина реки составляет 11 км.
Высота истока — 134,4 м над уровнем моря. Высота устья — 83,2 м над уровнем моря.
Исток реки у нежилой деревни Куршаково в 2 км к северо-востоку от села Мари-Купта близ границы с Кировской областью. Река течёт на восток параллельно границе в 1-2 км от неё, протекает деревню Ашлань-Вершина и несколько нежилых. Впадает в Уржумку ниже села Мари-Билямор.

## Данные водного реестра
По данным государственного водного реестра России относится к Камскому бассейновому округу, водохозяйственный участок реки — Вятка от водомерного поста посёлка городского типа Аркуль до города Вятские Поляны, речной подбассейн реки — Вятка. Речной бассейн реки — Кама.
Код объекта в государственном водном реестре — 10010300512111100038316.